# 鳥取県道247号卯垣正蓮寺線
鳥取県道247号卯垣正蓮寺線（とっとりけんどう247ごう ぼうがきしょうれんじせん）は、鳥取県鳥取市を通る一般県道である。

## 概要
鳥取市卯垣5丁目から鳥取市正蓮寺に至る。2015年（平成27年）12月25日、起点が鳥取市国府町上4丁目から同市卯垣5丁目に変更され、路線名も「奥谷正蓮寺線」から変更された。

### 路線データ
- 起点：鳥取県鳥取市卯垣5丁目（滝山交差点、鳥取県道43号鳥取福部線交点）
- 終点：鳥取県鳥取市正蓮寺（国道29号交点）
- 総延長：3,920 m[注釈 1]

## 歴史
- 1958年（昭和33年）4月30日 - 鳥取県告示第188号により鳥取県道164号奥谷正蓮寺線として認定される[2]
- 1995年（平成7年）3月28日 - 鳥取県告示第275・277・281号により、支線が鳥取県道251号国府正蓮寺線に移行した[3]。
- 2007年（平成19年）3月26日 - 「桜谷 - 正蓮寺バイパス」供用開始。
- 2015年（平成27年）12月25日 - 鳥取県告示第834・835・836号により、起点が鳥取市国府町分上4丁目・岩倉交差点から鳥取市卯垣5丁目・滝山交差点に変更され、路線名も「鳥取県道247号奥谷正蓮寺線」が廃止され、新たに「鳥取県道247号卯垣正蓮寺線」が認定[1][4][5]。ただし、この時点では、新規認定された鳥取市卯垣5丁目・滝山交差点 - 鳥取市国府町分上4丁目・岩倉交差点間は区域決定がなされていない。
- 2016年（平成28年）
  - 3月18日 - 鳥取県告示第176号により、鳥取市卯垣5丁目・滝山交差点 - 鳥取市国府町分上4丁目・岩倉交差点間（871 m）の区域決定がなされ、起点で接続する鳥取市道滝山卯垣6号線が鳥取県道43号鳥取福部線に編入された[4][6]。
  - 3月19日 - 前日付鳥取県告示第178号により、前日に区域決定がなされた鳥取市卯垣5丁目・滝山交差点 - 鳥取市国府町分上4丁目・岩倉交差点間（871 m）の供用開始[7][8]。

## 路線状況

### 道路施設

#### 橋梁
- 新今在家橋（袋川、鳥取市）

#### トンネル
- 滝山トンネル：延長311 m、2015年（平成27年）竣工、鳥取市

## 地理

### 通過する自治体
- 鳥取県
  - 鳥取市

### 交差する道路
| 交差する道路               | 交差する場所      | 交差する場所       |
| -------------------------- | ----------------- | ------------------ |
| 鳥取県道43号鳥取福部線     | 卯垣5丁目         | 滝山交差点 / 起点  |
| 鳥取県道291号鳥取国府線    | 国府町分上4丁目   | 岩倉交差点         |
| 鳥取県道31号鳥取国府岩美線 | 国府町新通り3丁目 | 鳥取聾学校交差点   |
| 鳥取県道251号国府正蓮寺線  | 桜谷              | 桜谷入口交差点     |
| 鳥取県道323号若葉台東町線  | 桜谷              | 邑法高架橋下交差点 |
| 国道29号                   | 正蓮寺            | 終点               |

### 交差する鉄道
- 山陰本線
- 因美線

### 沿線
- 青翔開智中学校・高等学校
- 鳥取県立鳥取盲学校
- 鳥取県立鳥取聾学校